# ピザ・ロイヤルハット

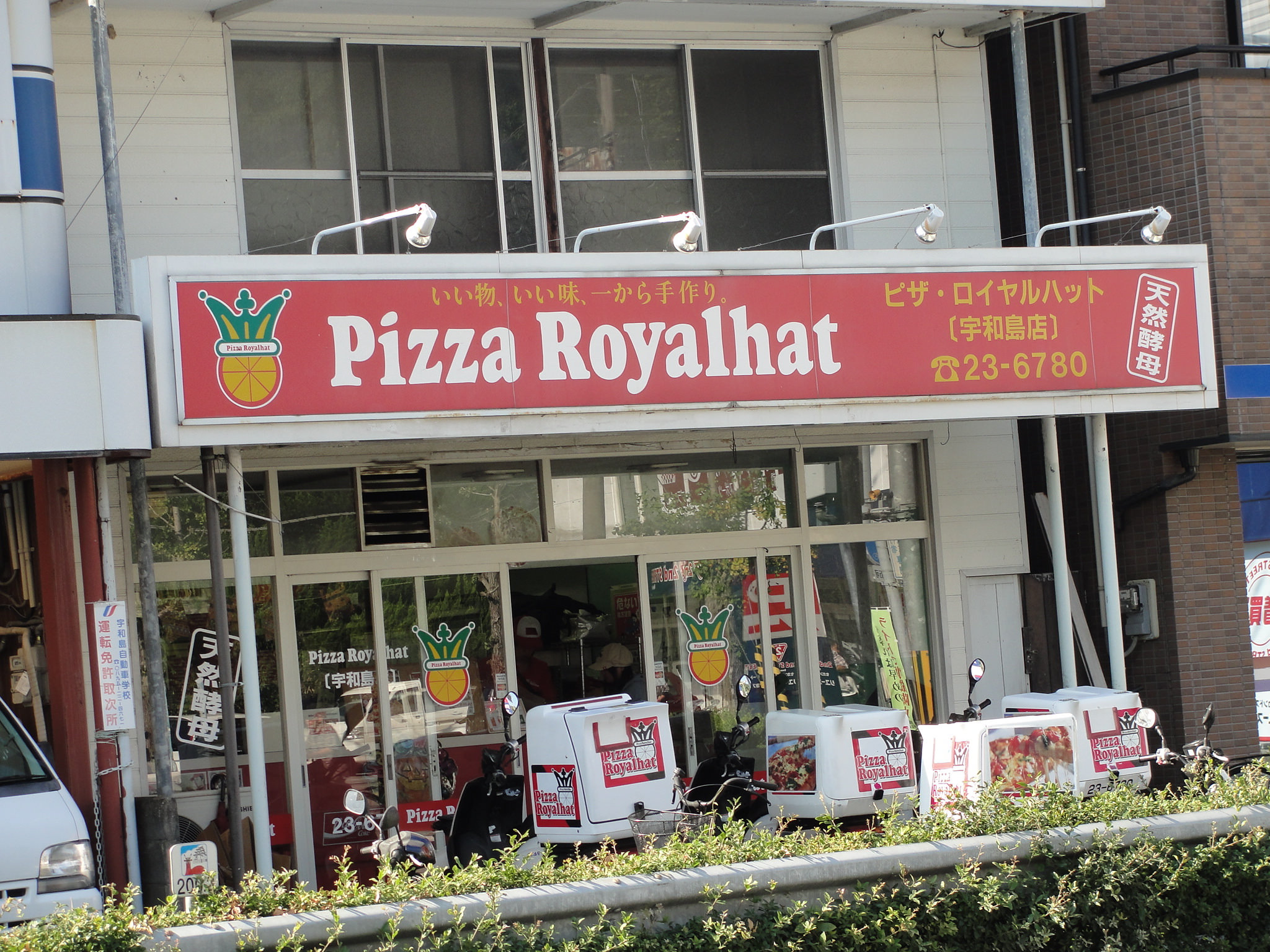
ピザ・ロイヤルハット宇和島店

株式会社ピザ・ロイヤルハット (Pizza Royalhat) は、徳島県徳島市に本社を置く外食関連企業。宅配ピザを中心としたテイクアウト可能なイタリア料理チェーンストア「ピザ・ロイヤルハット (Pizza Royalhat) 」を運営する。主に瀬戸内を中心とした四国地方・中国地方などで展開している。

## 店舗の概要
徳島県を本店に置いて本店の従業員数も10人と、チェーンストアとしての規模は非常に小さい。しかし、人口密度や地形の都合上、宅配に関して比較的アクセスの悪い沿岸部などの地域では非常に重宝されており、顧客の満足度も比較的高い。なお、かつては海から離れた内陸の東日本（埼玉県）でも数店のみ存在していたが、出店経緯は不明である。のち内陸の東日本の店舗は閉店している。
近年、地価の高騰で値段が上がりつつある。また、他店のような割引サービスやタイアップ企画をあまり行わず顧客セール自体には消極的であり、それにこだわらない堅実な方針で経営されている。
そうした関係からか、宅配ピザの値段も全国的には高額な部類に入る。
なお、類似名称のピザチェーン「ピザハット（Pizza Hut）」とは関係はなく、「ハット」のスペルも異なる。

## 出店地域
中部地方
- 岐阜県

近畿地方
- 兵庫県

中国地方
- 岡山県
- 広島県

四国地方
- 香川県
- 徳島県
- 愛媛県
- 高知県